# 276P/Vorobjov
276P/Vorobjov – kometa okresowa, wchodząca w skład rodziny komet Jowisza, odkryta w październiku 2012 roku przez słowackiego astronoma amatora Tomáša Vorobjova.
Orbita tej komety ma mimośród wynoszący 0,27, okrąża Słońce w czasie 12,43 roku. Po raz pierwszy kometa została zaobserwowana 19 grudnia 2000 roku.